# Самбаський султанат
Самбаський султанат (малай. كسلطانن سمبس‎, трансліт. Kesultanan Sambas)  — малайська держава на північному заході острова Калімантан, що існувала у XVII—XVIII століттях. Надалі знаходилася під протекторатом Нідерландів. 1941 року захоплена Японією в ході Другої світової війни, а її монарх убитий. Після війни ввійшла до складу Індонезії.
Династія султанів Самбасу бере свій початок від індуїстських правителів Сукадани, під контролем якої наприкінці XVI століття знаходився Самбас. Першим султаном Самбасу був Радін Сулейман, син брунейського раджі (принца) Тенга, який був коронований 1631 року як Шрі-Падука аль-Султан Туанку Мохаммед Сафіуддін I.
Перед проголошенням султанату Радін Сулейман звернувся до свого дядька, брунейського султана Абдула Джаліла Акбара за дозволом набути титул султана. Абдул Джаліл Акбар погодився за умови, що перед коронацією всі його нащадки будуть зобов'язані з'явитися до Брунею. 
У 1669 році син Радіна Сулеймана Радін Біма став султаном Мухаммедом Таджуддіном, причому вирушав до Брунею за підтримкою султана Мухіуддіна. 1708 був проголошений султан Омар Акамаддін I. Один з його синів став султаном Абубакаром Камалуддіном 1732 року. Султан Омар Акамаддін II правив у 1762-1786 роках. Його правління вважається золотою епохою Самбасу. Процвітання пов'язане з відкриттям золотих копалень. Омар Акамаддін II зрікся престолу на користь свого сина Муди Ахмада Таджуддіна, який помер 1793 без спадкоємця. 
Далі правили брати померлого султана Абубакар Таджуддін I (1793-1814) та Пенгіран Анум з титулом Мухаммад Алі Сафіуддін I (1814-1828). На цей час припадають війни Самбасу з сусідніми султанатами, а також перші сутички з нідерландцями та британцями. У 1790-х роках Пенгіран Анум за наказом султана атакував Банджармасін, а на зворотному шляху напав на британський військовий корабель. 1799 року суматранський султанат Сіак вислав армію з вимогою надати йому право добувати золото на території Самбасу, але атака була відбита. 
1812 року британські кораблі атакували Самбас як прихисток для піратів. Тому 1814 року султан звернувся до Нідерландів з проханням про захист. Нідерланди оголосили свій протекторат 1818 року й надали свого резидента 1824 року, проте вже 1826 центром резидентства став Понтіанак. На золотих копальнях працювали здебільшого китайці, які отримували зброю та припаси з Сінгапуру та мали власне самоуправління. Султан Самбасу не мав можливості контролювати їх, тому нідерландці 1854 року організували військову операцію з відновлення контролю над копальнями, яка завершилася розгромом китайських поселенців.